# روبرتا الكسندر
روبرتا الكسندر (بالإنجليزية: Roberta Alexander)‏ هي مغنية أوبرا وموسيقية ومغنية أمريكية، ولدت في 3 مارس 1949 في لينشبرغ في الولايات المتحدة.

## وصلات خارجية
- روبرتا الكسندر على موقع IMDb (الإنجليزية)
- روبرتا الكسندر على موقع ميوزك برينز (الإنجليزية)
- روبرتا الكسندر على موقع أول ميوزيك (الإنجليزية)
- روبرتا الكسندر على موقع ديسكوغز (الإنجليزية)